# Akawenchaka
Akawenchaka (kod Swantona Akawantca'ka') /značenje imena nepoznato/, jedno od tri plemena konfederacije Tuscarora, porodica Iroquoian, naseljeno nekada u Sjevernoj Karolini. Nakon protjerivanja Tuscarora iz Sjeverne Karoline, slijede ih na putu za New York, gdje ih se po Hodgeu očuvalo dvadesetak. 
Potomaka možda imaju među njujorškim Tuscarorama, gdje su se prema Hodgeu udružili s njima.

## Vanjske poveznice
- Unknown Tribes of Indian Bands, Gens and Clans  Arhivirana inačica izvorne stranice od 25. travnja 2008. (Wayback Machine)